# Berliet 40HP
Der Berliet 40 HP (auch Berliet 40 CV) ist als Bezeichnung für einige Baureihen von Pkw-Modellen bekannt. Hersteller war Berliet in Frankreich.

## Beschreibung

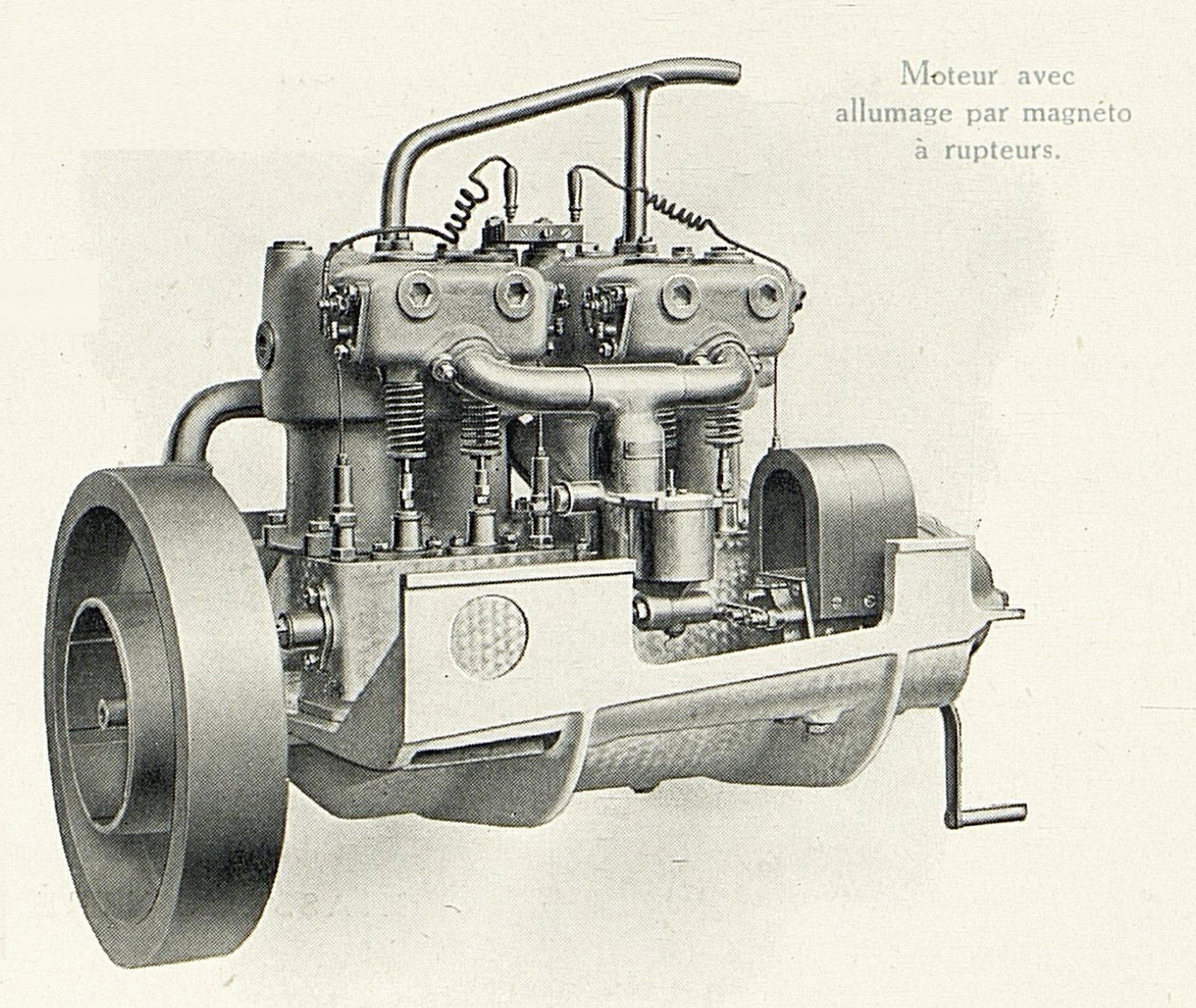
Berliet Vierzylindermotor (1907)

Mit der Bezeichnung Berliet 40 CV wurden im Verlauf der Modellgeschichte von Berliet mehrere Fahrzeuge angeboten. Statt der offenbar für den Käufer wenig aussagekräftigen internen Werksbezeichnung (bestehend aus einem oder mehreren Buchstaben) benutzte Berliet für seine PKW-Modelle gegenüber den Kunden in der Werbung und im Verkauf zur näheren Bezeichnung eines Typs üblicherweise die Angabe der Leistung. Hierbei wurden die englische Bezeichnung „HP“ (horse power) und die französische „CV“ (cheval vapeur) synonym verwendet; bei Berliet sprach man bis Mitte der 1920er Jahre fast ausschließlich von HP. Bis etwa 1908 war bei Berliet die tatsächliche Motorleistung (brake-horse-power, BHP oder CV reelles) namensgebend, danach die steuerlich relevante Leistung (tax HP bzw. CV fiscaux).
Die Verkaufsbezeichnung 40 HP kann – je nach Baujahr – folgenden Typen zugeordnet werden:
Vierzylindermodelle:
1904 – 1906: Berliet G
1905 – 1907: Berliet H und H modifié 
1906 – 1907: Berliet KF
1907 – 1908: Berliet HH
1908 –  ? : Berliet C3
1908 –  ? : Berliet K
Sechszylindermodelle:
1908 – 1910: Berliet P
1910 – 1913: Berliet PF
Im Modelljahr 1908 gab es vier Fahrzeuge mit der Motorisierung Berliet 40 CV (40 PS). Dazu waren Vierzylindermotoren und Sechszylindermotoren und unterschiedliche Chassis bekannt. Nachfolgend die Beschreibung eines der Modelle mit Sechszylindermotor. Der Basispreis für das Chassis dieses Fahrzeuges wurde 1908 mit 25.000 französische Franc angegeben.
Der Sechszylindermotor hat 100 mm Bohrung, 140 mm Hub und 6597 cm³ Hubraum. Er war damals in Frankreich mit 40 Cheval fiscal (Steuer-PS) eingestuft. Die (tatsächliche effektive) Motorleistung ist mit 80 PS angegeben. Der Motor hatte eine Leerlaufdrehzahl von 300/min. Die Dauerdrehzahl war mit 1000/min angegeben. Die erlaubte Höchstdrehzahl lag bei 1300/min. Wie so viele Fahrzeuge aus dieser Zeit hat es ein festes Fahrgestell, Frontmotor, Kettenantrieb und Hinterradantrieb. Das Getriebe hat vier Gänge.
Im Jahr 1908 stellte Berliet rund 1200 Fahrzeuge her, die sich auf 7 Typen mit Kettenantrieb und 4 Typen mit Kardanantrieb verteilten. Bei den Typen mit Kettenantrieb gab es zwei leichte Fahrzeuge mit 22 PS und 40 PS sowie drei schwerere Typen mit 22 PS, 40 PS und 60 PS allesamt Vierzylindermotoren sowie zwei Sechszylinder Motor Typen mit 40 PS (das hier beschriebene Fahrzeug) und 60 PS. Bei den Fahrzeugen mit Kardanantrieb gab zwei Motorvarianten mit 14 PS und 22 PS. Weiterhin wurde bei diesen Fahrzeugen noch nach Standardrahmen und gekröpften Rahmen weiter differenziert.